# Distrito de Dinan
El distrito de Dinan es un distrito (en francés arrondissement) de Francia, que se localiza en el departamento de Côtes-d'Armor, de la región de Bretaña (en francés Bretagne, en bretón Breizh). Cuenta con 12 cantones y 100 comunas.

## División territorial

### Cantones
Los cantones del distrito de Dinan son:
1. Cantón de Broons
2. Cantón de Caulnes
3. Cantón de Collinée
4. Cantón de Dinan-Est
5. Cantón de Dinan-Ouest
6. Cantón de Évran
7. Cantón de Jugon-les-Lacs
8. Cantón de Matignon
9. Cantón de Merdrignac
10. Cantón de Plancoët
11. Cantón de Plélan-le-Petit
12. Cantón de Ploubalay

### Comunas
| 1. Aucaleuc (22003)               | 2. Bobital (22008)               | 3. La Bouillie (22012)             | 4. Bourseul (22014)                |
| 5. Broons (22020)                 | 6. Brusvily (22021)              | 7. Calorguen (22026)               | 8. Caulnes (22032)                 |
| 9. Les Champs-Géraux (22035)      | 10. La Chapelle-Blanche (22036)  | 11. Collinée (22046)               | 12. Corseul (22048)                |
| 13. Créhen (22049)                | 14. Dinan (22050)                | 15. Dolo (22051)                   | 16. Fréhel (22179)                 |
| 17. Gomené (22062)                | 18. Le Gouray (22066)            | 19. Guenroc (22069)                | 20. Guitté (22071)                 |
| 21. Le Hinglé (22082)             | 22. Hénanbihen (22076)           | 23. Hénansal (22077)               | 24. Illifaut (22083)               |
| 25. Jugon-les-Lacs (22084)        | 26. Lancieux (22094)             | 27. La Landec (22097)              | 28. Landébia (22096)               |
| 29. Langourla (22102)             | 30. Langrolay-sur-Rance (22103)  | 31. Languenan (22105)              | 32. Languédias (22104)             |
| 33. Lanrelas (22114)              | 34. Lanvallay (22118)            | 35. Laurenan (22122)               | 36. Loscouët-sur-Meu (22133)       |
| 37. Léhon (22123)                 | 38. Matignon (22143)             | 39. Merdrignac (22147)             | 40. Mégrit (22145)                 |
| 41. Mérillac (22148)              | 42. Plancoët (22172)             | 43. Pleslin-Trigavou (22190)       | 44. Plessix-Balisson (22192)       |
| 45. Plestan (22193)               | 46. Pleudihen-sur-Rance (22197)  | 47. Plorec-sur-Arguenon (22205)    | 48. Plouasne (22208)               |
| 49. Ploubalay (22209)             | 50. Plouër-sur-Rance (22213)     | 51. Pluduno (22237)                | 52. Plumaudan (22239)              |
| 53. Plumaugat (22240)             | 54. Pléboulle (22174)            | 55. Plédéliac (22175)              | 56. Plélan-le-Petit (22180)        |
| 57. Plénée-Jugon (22185)          | 58. Pléven (22200)               | 59. Plévenon (22201)               | 60. Le Quiou (22263)               |
| 61. Quévert (22259)               | 62. Rouillac (22267)             | 63. Ruca (22268)                   | 64. Saint-André-des-Eaux (22274)   |
| 65. Saint-Carné (22280)           | 66. Saint-Cast-le-Guildo (22282) | 67. Saint-Denoual (22286)          | 68. Saint-Gilles-du-Mené (22292)   |
| 69. Saint-Gouéno (22297)          | 70. Saint-Hélen (22299)          | 71. Saint-Jacut-de-la-Mer (22302)  | 72. Saint-Jacut-du-Mené (22303)    |
| 73. Saint-Jouan-de-l'Isle (22305) | 74. Saint-Judoce (22306)         | 75. Saint-Juvat (22308)            | 76. Saint-Launeuc (22309)          |
| 77. Saint-Lormel (22311)          | 78. Saint-Maden (22312)          | 79. Saint-Maudez (22315)           | 80. Saint-Michel-de-Plélan (22318) |
| 81. Saint-Méloir-des-Bois (22317) | 82. Saint-Pôtan (22323)          | 83. Saint-Samson-sur-Rance (22327) | 84. Saint-Vran (22333)             |
| 85. Sévignac (22337)              | 86. Taden (22339)                | 87. Tramain (22341)                | 88. Trébédan (22342)               |
| 89. Trédias (22348)               | 90. Tréfumel (22352)             | 91. Trégon (22357)                 | 92. Trélivan (22364)               |
| 93. Trémeur (22369)               | 94. Trémorel (22371)             | 95. Tréméreuc (22368)              | 96. Trévron (22380)                |
| 97. La Vicomté-sur-Rance (22385)  | 98. Vildé-Guingalan (22388)      | 99. Yvignac-la-Tour (22391)        | 100. Éréac (22053)                 |
| 101. Évran (22056)                |                                  |                                    |                                    |